# Bataille de Mactan
La bataille de Mactan mit aux prises le 27 avril 1521 aux Philippines les guerriers du chef Lapu-Lapu, de l'île de Mactan, et quelques troupes de Fernand de Magellan : celles-ci furent vaincues et lui-même y perdit la vie.